# ギターロ (原子力潜水艦)
|          |                                    |
| 艦歴     |                                    |
| 発注     | 1964年12月18日                     |
| 起工     | 1965年12月9日                      |
| 進水     | 1968年7月27日                      |
| 就役     | 1972年9月9日                       |
| 退役     | 1992年5月29日                      |
| 除籍     | 1992年5月29日                      |
| その後   | 原子力艦再利用プログラム           |
| 性能諸元 |                                    |
| 排水量   | 基準：4,010トン、 満載：4,309トン  |
| 全長     | 89 m (292 ft)                      |
| 全幅     | 9.7 m (32 ft)                      |
| 吃水     | 8.8 m (29 ft)                      |
| 機関     | S3G Core 3 reactor S5W Steam Plant |
| 最大速   | 25 ノット                          |
| 乗員     | 士官14名、兵員95名                 |
| 兵装     | 21インチ魚雷発射管4基              |
| モットー |                                    |

ギターロ (USS Guitarro, SSN-665) は、アメリカ海軍の原子力潜水艦。スタージョン級原子力潜水艦の17番艦。艦名はスペイン語で「ギター」を意味し、Guitarfishの英名を持つガンギエイ目のサカタザメ類に因む。その名を持つ艦としてはガトー級潜水艦76番艦(SS-363)以来2隻目。

## 艦歴
ギターロの建造は1964年12月18日にカリフォルニア州ヴァレーオのメア・アイランド海軍造船所に発注される。1965年12月9日に起工し、1968年7月27日にジョン・M・テーラー夫人によって命名、進水した。ギターロは17ヶ月後の1970年1月に就役が予定されていた。

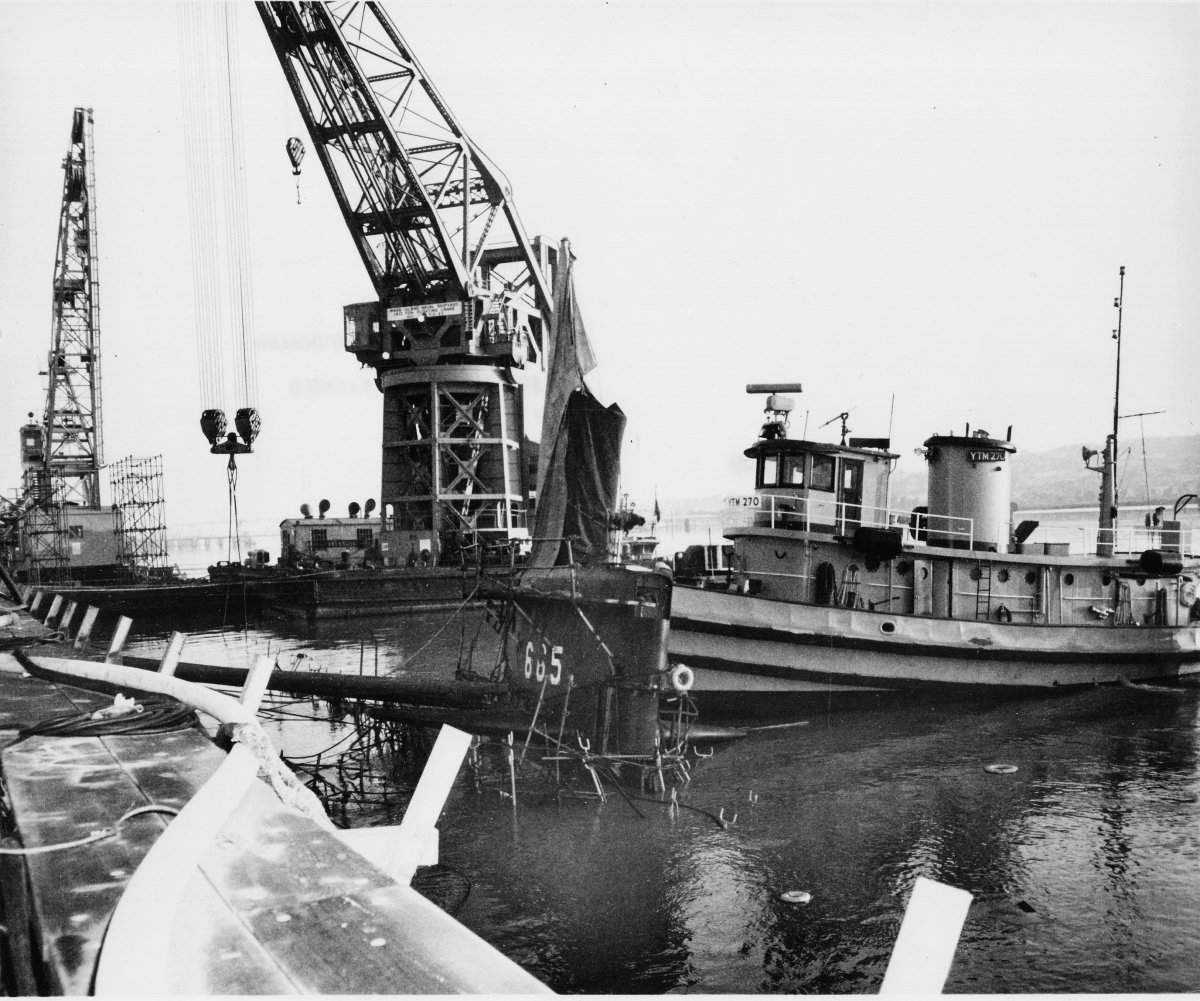
事故の後ナパ川に沈んだギターロ、1969年5月15日

建造途中の1969年5月15日、16:00頃に民間の原子炉部分建造グループが機材測定のためタンクに水を充満させようと艦の中心点から後方に位置するタンクに水を注入し始め、およそ5トンの水が注入された。30分以内に別の非核部分担当建造グループが、整備のため艦の角度を0.5度修正しようとし、艦首を2度上昇させるため艦の中心点から前方に位置するタンクに注水を始めた。20:00直前まで、両グループは互いの活動に気づかないまま注水を継続した。
作業の間、警備監視員が2回、非核部分担当建造グループに対してギターロの吃水が艦が川で行動するときの水位よりも前方が低くなっていたことを警告したが、これらの警告は顧みられなかった。19:45、非核部分担当建造グループはバラストタンクへの注水を停止し、食事のため20:00に休憩に入った。19:50、原子炉部分建造グループは角度調整を完了し、後部タンクから排水を始めた。
30分後の20:30、原子炉部分建造グループは乗艦したままであり、非核部分担当建造グループが休憩から戻ると艦の角度が急傾斜し、前部ハッチが水面下にあることに気づいた。いくつかの大型ハッチが開いたままで、そこから多くの水が流入していた。20:30から20:45にかけて、防水扉とハッチを閉めようとする努力がなされたが、そのほとんどはラインおよびケーブルが通っていたために成功しなかった。ギターロは20:55に沈没した。
ギターロは3日後の5月18日に再浮揚された。事後による損害は1,520万ドルから2,185万ドルと評価された。ギターロの就役は予定から2年半遅れ、1972年9月9日に艦長ゴードン・ロンギ中佐の指揮下就役した。
1970年代後半にギターロはカリフォルニア州サンディエゴのポイント・ロマに配備された。スコット・ヴァン・ホフテン艦長に続いてアルヴィン・パウオル艦長が着任した。この時期、新型のトマホーク巡航ミサイルの試験に従事し、南カリフォルニア沖のミサイル試験海域において何発かのミサイル発射試験を行った。
ギターロは1992年5月29日に退役し、同日除籍された。その後ワシントン州ブレマートンで原子力艦再利用プログラムの下に解体が始まり、1994年10月18日に作業は完了した。